# Fülöp Tibor (ejtőernyős)
Fülöp Tibor (1938–2019) magyar ejtőernyős, ejtőernyő-beugró. Sportoló.

## Életpálya
Tizenöt évesen ugrott először ejtőernyővel. Az első magyar ejtőernyős, aki a svájci Locarnóban paplanernyős kiképzést kapott. Majdnem harminc évig volt ejtőernyő-beugró, ami azt jelentette, hogy új, illetve javított ernyőket próbált ki első ugróként. 2356 ugrással rendelkezik. 
Aktív pályafutása végétől az MHSZ budapesti szakosztályának vezetője, ahol felügyelte és szervezte az ugrásokat. Hamarosan az országos központban volt kiképzésvezető, itt a sorköteles katonák ejtőernyős oktatásáért felelt. Több mint ötven évig ejtőernyőzött. A Magyar Veterán Repülőszövetség és a Magyar Repüléstörténeti Társaság tagja. Nyugdíjasként az ejtőernyőzés történetírásával, a hagyományok ápolásával foglalkozik.

## Sportegyesületei
- Magyar Honvédelmi Szövetség (MHSZ)
- Ipari Tanulók Repülő Klubja (ITRK)

## Sporteredmények
- egyéni célba ugrásban a Budaörsi repülőtéren világrekordot döntött,
- 1500 méterről ugorva kombinált ugrásban döntötte meg az országos rekordot,

## Írásai
- Fülöp Tibor: Szabó Pál (1930-2001) eje. Sportoló Magyar szárnyak. 2002.
- Fülöp Tibor: Majorosné Medveczky Gabriella (1911-2001) = Magyar szárnyak. 2001.
- Fülöp Tibor: Vitéz Bertalan Árpád ejtőernyős honvéd őrnagy. = Magyar szárnyak. 1999.
- Fülöp Tibor: A magyar katonai ejtőernyőzés történetéből. = Új honvédségi szemle. 1993.

## Szakmai sikerek
- a Magyar Népköztársaság Érdemes Sportolója

## Külső hivatkozások
- Fülöp Tibor. helyitema.hu. (Hozzáférés: 2011. december 12.)[halott link]